# Carrión de los Condes
Carrión de los Condes es un municipio y localidad española de la provincia de Palencia, en la comunidad autónoma de Castilla y León. Cuenta con una población de 2000 habitantes (INE 2024).
Se encuentra al norte de la comarca natural de Tierra de Campos. Su casco urbano, a orillas del río Carrión, conserva varios edificios religiosos medievales de importante valor artístico y es lugar de paso para los peregrinos que recorren la ruta francesa del Camino de Santiago.
El municipio incluye la pedanía de Torre de los Molinos y varios núcleos diseminados, además del propio Carrión de los Condes. Es asimismo cabecera del partido judicial de su mismo nombre. 

## Geografía física

### Ubicación

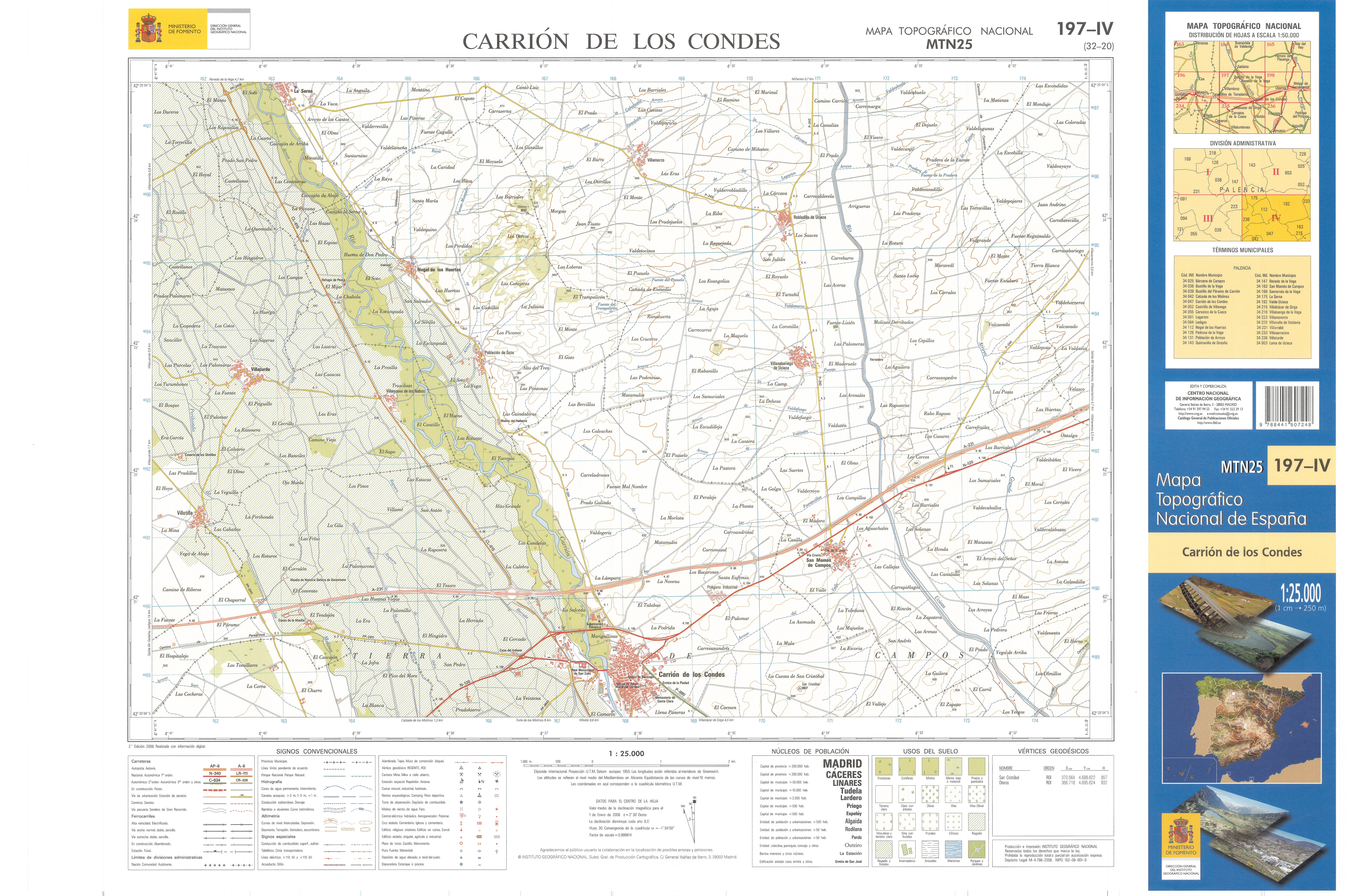
Fragmento de la hoja 197 del Mapa Topográfico Nacional de España de 2008 en el que se representa parte de Carrión de los Condes

El municipio de Carrión de los Condes está formado por el núcleo principal, la localidad de Carrión de los Condes, situada en el centro de la provincia de Palencia y por una pedanía, Torre de los Molinos, que se localiza a unos 6 kilómetros al sur de la capital municipal. Esta dista 40 kilómetros de la ciudad de Palencia, la capital de la provincia. Otros núcleos importantes de población cercanos son, Burgos a 87 kilómetros, Valladolid a 90, León a 92 y Santander a 173. Madrid, la capital de España está situada a unos 280 kilómetros al sur de Carrión.
La ruta francesa del Camino de Santiago cruza de este a oeste la localidad, pasando por las principales calles. El Camino de Santiago del Norte: Ruta del Besaya empalma en Carrión con el camino principal hacia Santiago de Compostela.

### Climatología
El clima en el municipio se clasifica como mediterráneo continentalizado, de inviernos fríos con frecuentes heladas, y veranos suaves y secos. La oscilación térmica anual ronda los 20 °C mientras que la diaria supera en ocasiones los 15 °C. Las bajas precipitaciones se reparten de forma irregular a lo largo del año, concentrándose al final del otoño, en los meses invernales y en primavera y disminuyendo en verano.
Según la clasificación climática de Köppen Carrión de los Condes se encuadra, debido a sus parámetros pluviométricos, en la variante Cfb, de veranos suaves, con la media del mes más cálido no superior a 22 °C y superándose los 10 °C durante cinco o más meses, pero próximo a los parámetros del clima mediterráneo (Csb). Sobre la base de los datos de la estación meteorológica situada en el propio municipio, los parámetros climáticos promedio de Carrión de los Condes son los siguientes:
| Parámetros climáticos promedio de Carrión de los Condes                                                                           | Parámetros climáticos promedio de Carrión de los Condes | Parámetros climáticos promedio de Carrión de los Condes | Parámetros climáticos promedio de Carrión de los Condes | Parámetros climáticos promedio de Carrión de los Condes | Parámetros climáticos promedio de Carrión de los Condes | Parámetros climáticos promedio de Carrión de los Condes | Parámetros climáticos promedio de Carrión de los Condes | Parámetros climáticos promedio de Carrión de los Condes | Parámetros climáticos promedio de Carrión de los Condes | Parámetros climáticos promedio de Carrión de los Condes | Parámetros climáticos promedio de Carrión de los Condes | Parámetros climáticos promedio de Carrión de los Condes | Parámetros climáticos promedio de Carrión de los Condes |
| Mes | Ene.                                                    | Feb.                                                    | Mar.                                                    | Abr.                                                    | May.                                                    | Jun.                                                    | Jul.                                                    | Ago.                                                    | Sep.                                                    | Oct.                                                    | Nov.                                                    | Dic.                                                    | Anual                                                   |
| --- | ------------------------------------------------------- | ------------------------------------------------------- | ------------------------------------------------------- | ------------------------------------------------------- | ------------------------------------------------------- | ------------------------------------------------------- | ------------------------------------------------------- | ------------------------------------------------------- | ------------------------------------------------------- | ------------------------------------------------------- | ------------------------------------------------------- | ------------------------------------------------------- | ------------------------------------------------------- |
| Temp. media (°C) | 3.60                                                    | 5                                                       | 7.40                                                    | 9.50                                                    | 13.10                                                   | 17.20                                                   | 20.50                                                   | 20.20                                                   | 17                                                      | 12.10                                                   | 7.20                                                    | 4.40                                                    | 11.4                                                    |
| Precipitación total (mm) | 50.60                                                   | 36.40                                                   | 30.60                                                   | 48.20                                                   | 57                                                      | 39.80                                                   | 27.90                                                   | 19.20                                                   | 35.30                                                   | 54                                                      | 50                                                      | 49                                                      | 498                                                     |
| Fuente: Ministerio de Agricultura, Alimentación y Medio Ambiente. Datos de precipitación (1961-2003) y de temperatura (1961-2003) |                                                         |                                                         |                                                         |                                                         |                                                         |                                                         |                                                         |                                                         |                                                         |                                                         |                                                         |                                                         |                                                         |

## Historia

Puntas de flecha de hoja ovaladas procedentes de la colección Nieto encontradas en Carrión de los Condes.

### Prehistoria y Edad Antigua
Diversos hallazgos arqueológicos muestran que el lugar ya estaba poblado en tiempos previos a las culturas prerromanas. Hallazgos esporádicos en el siglo XIX de puntas de flecha de palmela, propios de la cultura campaniforme avalan esta afirmación. Con respecto al poblamiento en época vaccea parece ser que la parte alta de la ciudad, donde actualmente se encuentra la iglesia de Nuestra Señora de Belén, se correspondería con la ciudad de Lacóbriga, posteriormente romanizada y parada importante en la calzada romana que iba desde de Burdeos a Astorga. Ab Asturica Burdigalam (Astorga-Burdeos) que durante la Edad Media se le llamó vía Aquitania, en referencia a la ruta de peregrinos que llegaban desde Francia por la región de Aquitania, origen del Camino de Santiago francés.

### Edad Media
Tradicionalmente se afirma que el nombre de los Condes se refiere a los condes Gómez Díaz, del linaje de los Banu Gómez, y su mujer Teresa Peláez, quienes refundaron y dotaron el convento benedictino de San Zoilo, el puente sobre el río Carrión y un hospital de peregrinos. Sin embargo, no consta el nombre completo Carrión de los Condes hasta el año 1522, en el testamento de Aldonza Manrique. Tuvieron gran importancia para Carrión los marqueses de Aguilar de Campoo condes de Castañeda, descendientes del linaje real de Castilla por el conde Tello de Castilla y de los linajes de la Vega, Girón y Cisneros. De la primera condesa de Castañeda, Aldonza de Castilla y de su esposo Garci Fernández Manrique, que fundaron y dotaron el hospital de la Trinidad, fueron hijos Juan Fernández Manrique, marqués de Aguilar y conde de Castañeda, y Gabriel Manrique, conde de Osorno, quienes fundaron una hermandad con el conde de Treviño y duque de Nájera, su primo, para evitar que la villa de Carrión saliera del patrimonio de la Corona real (realengo) y pudiera llegar a poder del conde de Benavente, Rodrigo Alonso Pimentel (1419-1474), que la pretendía. El Concejo de Carrión renovó este pacto en 1462. A esta hermandad se debe el apellido de los Condes que lleva la ciudad, y no a los renombrados condes Gómez Díaz y Teresa Peláez, como equivocadamente se cree.

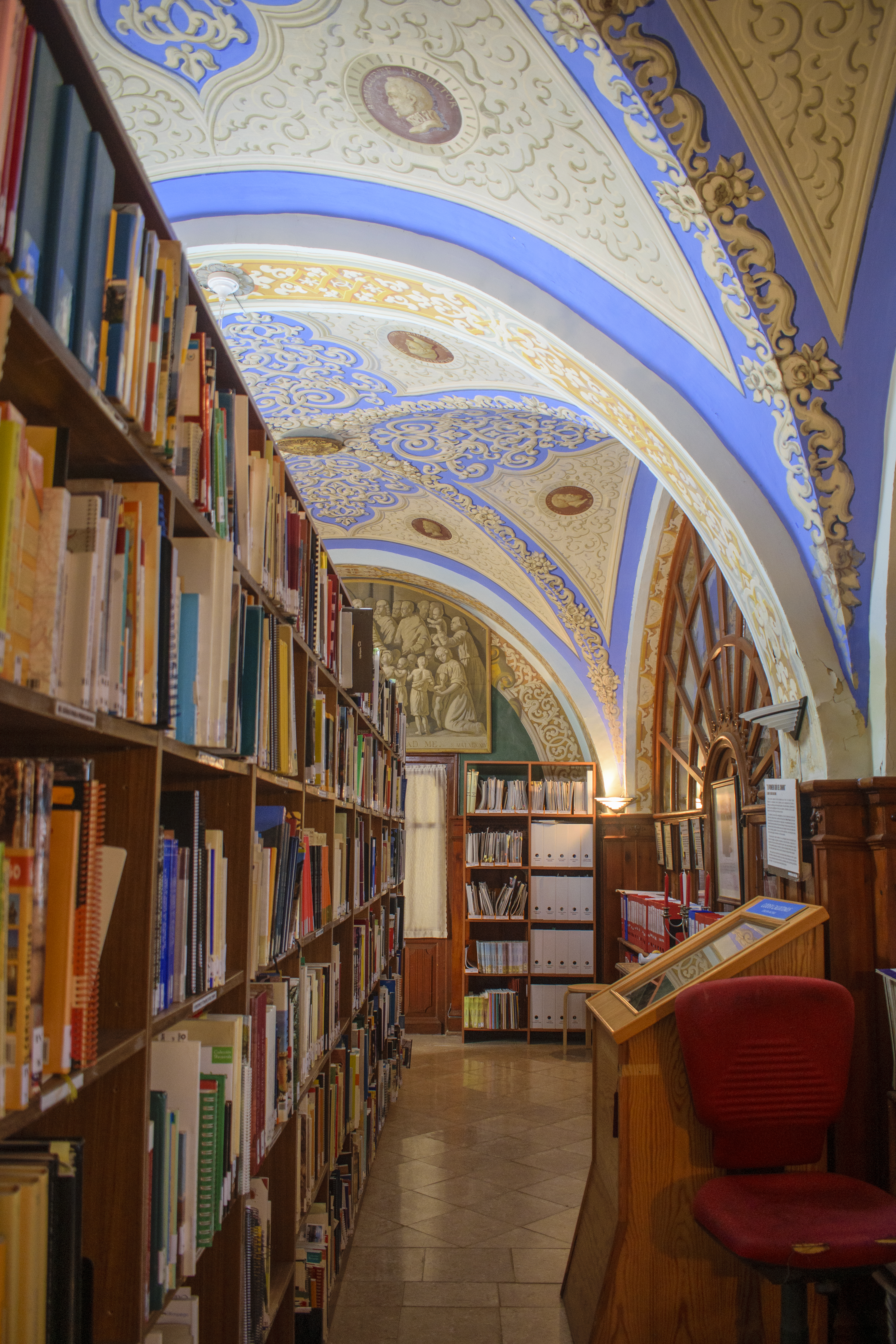
Monasterio de San Zoilo, biblioteca.

Durante la Alta Edad Media, Carrión de los Condes fue una de las ciudades más importantes de los reinos cristianos y en ella se celebraron cortes y sínodos. El primer Concilio de Carrión comenzó en enero de 1103, presidido por el arzobispo de Toledo Bernardo de Sédirac y el segundo Concilio de Carrión empezó el 4 de febrero de 1130, presidido por el legado pontificio Humberto de Mourmoutiers.
El autor del Codex Calixtinus dice de Carrión que es «rica en pan y vino». La portada de la iglesia románica de Santiago muestra a veintidós artesanos, a quienes no faltaba el trabajo por la abundancia de peregrinos. Consta que en la época en que se escribió este texto la mitad de la villa estaba en manos de Gutierre Fernández de Castro juntamente con la fortaleza vecina de Castrojeriz. En los años sucesivos, la tenencia sería compartida con otras familias (especialmente los Girón). En 1165 ejercía la tenencia Rodrigo Gutiérrez Girón y dos años más tarde el poderoso Nuño Pérez de Lara.
La iglesia románica de Santa María muestra el milagro de las doncellas, leyenda según la cual unos toros liberaron a las doncellas carrionesas de ser entregadas como tributo a los reyes moros.
En 1209 Gonzalo Rodríguez Girón y su esposa fundaron el Hospital de la Herrada que prestaba asistencia a los peregrinos jacobeos.

### Edades Moderna y Contemporánea

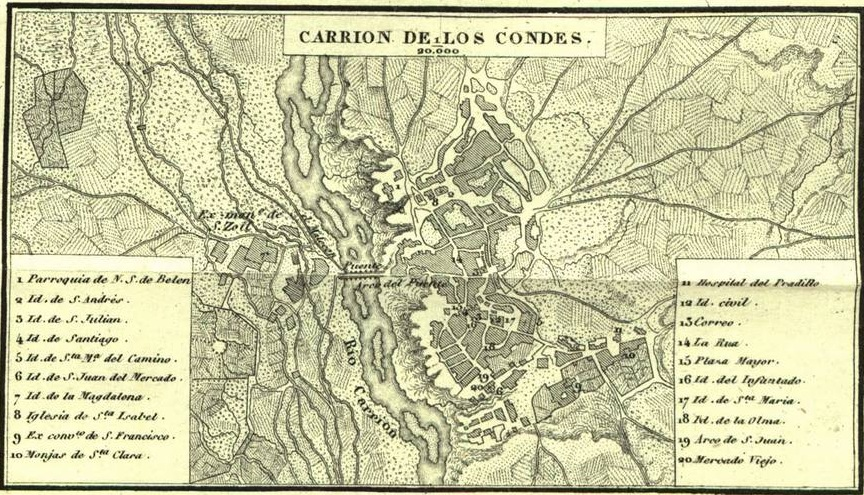
Mapa de la localidad publicado en 1852 realizado por Francisco Coello.

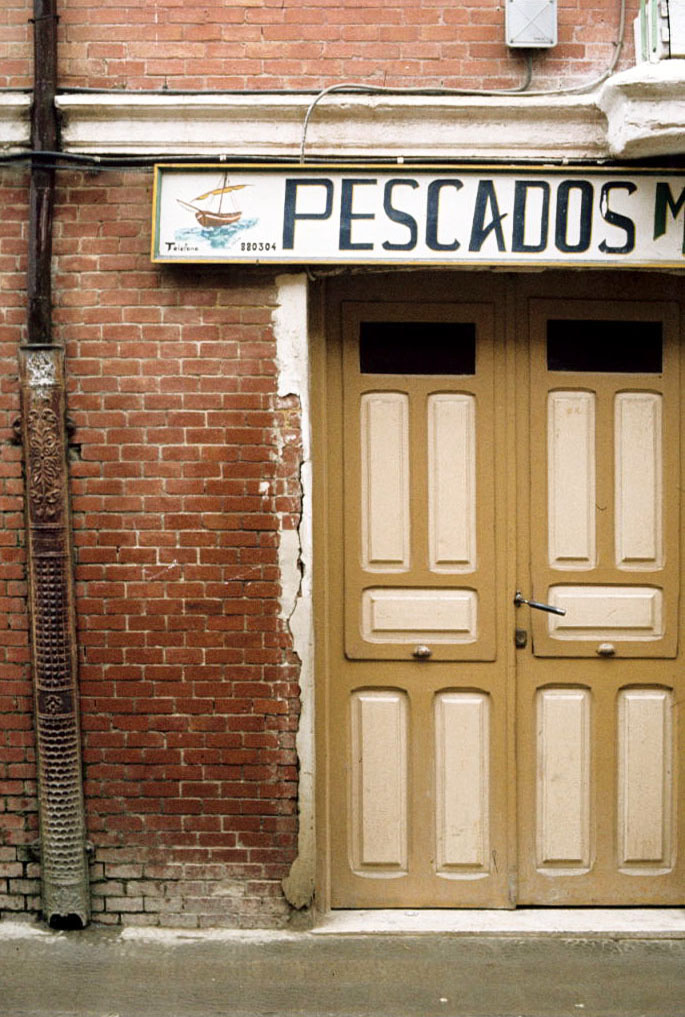
Pescadería en 1979

En la época de los Austrias y de los primeros Borbones, perteneció a la extinguida provincia de Toro.
A la caída del Antiguo Régimen la localidad se constituye en municipio constitucional en el partido de Carrión de los Condes, que en el censo de 1842 contaba con 602 hogares y 3130 vecinos.
La localidad pasó en 1894 a ser ciudad por orden de la regente María Cristina de Habsburgo en reconocimiento al aumento de población y de la industria. Cinco años después la madre de Alfonso XIII declaró a la ciudad noble y muy leal.
En 1927 tuvo lugar una Semana Social Católico-Agraria.
Carrión de los Condes ganó el concurso de TVE de Grand Prix del verano en 2005.
En diciembre de 2018, se anunció que la localidad, de manera conjunta con Burgos y Sahagún (León), acogerá la XXV edición de la serie de exposiciones Las Edades del Hombre, entre mayo y diciembre de 2020 si la situación sanitaria lo permite.

## Geografía humana

### Demografía
Cuenta con una población de 2000 habitantes (INE 2024).
| Gráfica de evolución demográfica de Carrión de los Condes entre 1842 y 2021 |
| |
| Población de derecho según los censos de población del INE. Población de hecho según los censos de población del INE.En 1971 crece el término del municipio porque incorpora a Torre de los Molinos. |

### Comunicaciones
La localidad está bien comunicada con las ciudades de Burgos y León gracias a la autovía A-231. Además, esta vía permite en las inmediaciones de Osorno un acceso rápido a la A-67 (Autovía Cantabria - la meseta) hacia Santander. La opción más habitual por los carrioneses para viajar a Palencia es la CL-615, aunque cada vez más conductores viajan hasta Frómista por la P-980 y desde allí utilizan la A-67 hasta la capital.
El resto de rutas une los pueblos de la comarca con Carrión de los Condes, salvo la CL-615, que vertebra todo el valle del río Carrión desde Guardo a Palencia. La N-120 comienza en Logroño y finaliza en Vigo, pero la apertura de la A-231 provocó que sirva principalmente para recorridos de corta distancia.
Vías de acceso:
| Nombre de la vía | Tipo de vía                | Lugares unidos por esa vía                      |
| ---------------- | -------------------------- | ----------------------------------------------- |
| A-231            | Autovía Autonómica         | Burgos, León                                    |
| N-120            | Carretera Nacional         | Logroño, Burgos, León, Ponferrada, Orense, Vigo |
| CL-615           | C. Autonómica Básica       | Palencia, Saldaña, Guardo                       |
| P-980            | C. A. Complementaria Pref. | Villalcázar de Sirga, Frómista                  |
| P-241            | C. A. Complementaria Local | La Serna, Nogal de las Huertas                  |
| PP-9641          | Red Provincial             | Torre de los Molinos                            |
| PP-2411          | Red Provincial             | Villotilla, Abadía de Benevívere                |

Ferrocarril
Carrión de los Condes no tiene estación de ferrocarril. Las estaciones más cercanas son las de Frómista (18 km), Osorno (22 km) -ambas en la línea Palencia-Santander- y Paredes de Nava (22 km), en la línea férrea Venta de Baños - Gijón. El acceso AVE más cercano está en la estación de Palencia, a unos 40 kilómetros.

## Símbolos

### Escudo
El escudo heráldico municipal fue aprobado por el Pleno del Ayuntamiento el 26 de abril de 2012 y publicado en el Boletín Oficial de Castilla y León el 10 de mayo del mismo año. Su descripción es la siguiente:

Escudo de forma española, cuartelado. Primero y cuarto, de gules, un castillo de oro, almenado, donjonado de tres donjones o torres, más alta la central, mazonado de sable y clarado de azur (que es de Castilla). Segundo y tercero, de azur, un carro boyal de oro, sin yunta. Al timbre, Corona Real de España.

Dicho escudo sustituyó al anterior, alguno de cuyos elementos se remontaba a época medieval, y que tenía la siguiente descripción:

Escudo cuartelado, 1.º de Castilla; 2.º y 3.º de oro, sendos carros de sable cruzados, cuyas lanzas se miran; y 4.º de gules, un león rampante de plata lampasado, armado y coronado de sable; entado y caído, de plata, una granada en su color, rajada de gules y tallada y foliada de sinople. Al timbre Corona condal. Se representa cargado sobre el Toisón de Oro.

Tras la exposición pública del proyecto de sustitución del antiguo escudo, redactado por Félix Javier Martínez Llorente y Faustino Narganes Quijano, un grupo de vecinos presentó alegaciones al mismo porque suponía una aberración contra la historia de la ciudad al sustituir la corona condal y hacer desaparecer el león, a la vez que se podría perjudicar la imagen de la ciudad. Sin embargo, el Ayuntamiento desestimó tales alegaciones al considerar que no poseían fundamento histórico y heráldico suficiente para detener la tramitación y finalmente aprobó los nuevos símbolos en Pleno.

### Bandera
Aprobada al mismo tiempo que el escudo, la bandera posee la siguiente descripción:

Bandera de dimensiones 2:3, cuarta en cruz. Sobre el primer y cuarto cuartel, de rojo (o gules), un castillo de amarillo (u oro), almenado, donjonado de tres donjones, más alto el central, y clarado de azul (o azur). Sobre el segundo y tercer cuartel, de azul (o azur), un carro boyal de amarillo (u oro), sin yuntas.

### Himno
El himno de la ciudad fue compuesto por Pedro Cantero Cuadrado, que escribió la letra, y Sergio Valbuena Esgueva, que se ocupó de la música. El Ayuntamiento lo mandó imprimir en 1930.

## Administración y política

### Composición desde las elecciones de 2023
| Partido político                         | 2023  | 2023  | 2023       |
| Partido político                         | Votos | %     | Concejales |
| Partido Popular (PP)                     | 719   | 61,45 | 7          |
| Partido Socialista Obrero Español (PSOE) | 428   | 36,58 | 4          |

### Alcalde (2023-2027)
Luis Miguel Medina Delgado (PP) es el alcalde del municipio desde el 17 de junio de 2023 gracias a los votos de los concejales del Partido Popular. La sesión de investidura tuvo lugar en el salón de plenos del Ayuntamiento de Carrión de los Condes después de tomar posesión los concejales electos en las elecciones municipales del 28 de mayo de 2023.

### Alcaldes de Carrión de los Condes desde 1976
Los últimos alcaldes de Carrión de los Condes han sido los siguientes:
| Nombre             | Partido         | Periodo   | Observaciones                                         |
| ------------------ | --------------- | --------- | ----------------------------------------------------- |
| Daniel Fernández   |                 | 1976-1979 |                                                       |
| Francisco Molina   | Varios partidos | 1979-1991 | Alcalde elegido tras 3 elecciones (1979, 1983 y 1987) |
| José Ramón Blanco  | PP/Ind.         | 1991-2003 | Alcalde elegido tras 3 elecciones (1991, 1995 y 1999) |
| Javier Villafruela | PP              | 2003-2015 | Alcalde elegido tras 3 elecciones (2003, 2007 y 2011) |
| José Manuel Otero  | Ciudadanos      | 2015-2023 | Alcalde elegido tras las elecciones de 2015 y 2019.   |
| Luis Miguel Medina | PP              | 2023-     | Alcalde elegido tras las elecciones de 2023.          |

### Resultados de las elecciones municipales desde 1979
Los electores de Carrión de los Condes han elegido desde 1979 un pleno del Ayuntamiento compuesto por 11 concejales. La LOREG de 1985, asimismo, determina que los municipios entre 2001 y 5000 personas cuenten con 11 ediles, como se indica en el artículo 179.1. El número de concejales que cada partido ha logrado en cada elección están extraído de la web que difunde los resultados electorales, dependiente del Ministerio del Interior. Los espacios en blanco significan que dicho partido no se presentó en las elecciones municipales de Carrión de los Condes.
En negrita aparece el número de concejales del partido al que pertenece la persona que fue elegida alcalde.
|           | 2023 | 2019 | 2015 | 2011 | 2007 | 2003 | 1999 | 1995 | 1991 | 1987 | 1983 | 1979 |
| --------- | ---- | ---- | ---- | ---- | ---- | ---- | ---- | ---- | ---- | ---- | ---- | ---- |
| PP / AP   | 7    | 5    | 5    | 8    | 7    | 6    | 3    | 6    | 4    | 8    | 4    |      |
| PSOE      | 4    | 1    | 2    | 3    | 1    | 2    | 3    | 1    | 3    | 1    | 2    | 2    |
| Cs        |      | 5    | 4    |      |      |      |      |      |      |      |      |      |
| VOX       |      | 0    |      |      |      |      |      |      |      |      |      |      |
| AEIC      |      | 0    |      |      |      |      |      |      |      |      |      |      |
| UPyD      |      |      | 0    |      |      |      |      |      |      |      |      |      |
| CI        |      |      |      |      | 2    | 3    |      |      |      |      |      |      |
| IMPROCA   |      |      |      |      | 1    |      |      | 4    |      |      |      |      |
| AIC       |      |      |      |      |      |      | 5    |      |      |      |      |      |
| APP       |      |      |      |      |      |      |      |      | 4    |      |      |      |
| PDP       |      |      |      |      |      |      |      |      |      | 1    |      |      |
| PDL       |      |      |      |      |      |      |      |      |      |      | 5    |      |
| CDS / UCD |      |      |      |      |      |      |      |      | 0    | 1    |      | 3    |
| Indep.    |      |      |      |      |      |      |      |      |      |      |      | 6    |

### Administración judicial
La localidad es la capital del partido judicial de Carrión de los Condes y cuenta con un Juzgado de Primera Instancia e Instrucción que da servicio a 65 municipios de la provincia de Palencia.

## Educación
En la localidad existen tres centros públicos educativos para los niños y niñas de la comarca desde 0 a 18 años. Todos actualmente se sitúan en lo que fueron las eras de Santa María, entre la carretera de Frómista y el barrio de Las Claras.
- Escuela Infantil Municipal Naranjita centro para niños hasta tres años. Abrió en la segunda década del siglo XXI. El nombre guarda relación con la naranja, fruta que el 3 de febrero ruedan los niños de Carrión de los Condes después de ir a besar las reliquias de San Blas en el monasterio de Santa Clara. El origen de este hecho es legendario.
- Colegio de Educación Infantil y Primaria Marqués de Santillana. La primera sede estuvo en la calle Hortaleza, donde se construyó un edificio que comenzó a cumplir su función en 1971. Cuarenta años después se inauguró el nuevo centro con mejores dotaciones en el lugar actual.[28] Aquí cursan sus estudios los niños de Educación Infantil (de 3 a 6 años) y los de Educación Primaria. El nombre del colegio se dedicó a Iñigo López de Mendoza, primer Marqués de Santillana, nacido en Carrión de los Condes. No es el único centro educativo con el nombre del autor de las serranillas. En Palencia capital, por ejemplo, hay otro colegio con el mismo nombre.
- Instituto de Educación Secundaria Sem Tob. El centro se estrenó en 1977, llamándose posteriormente Sem Tob en recuerdo del Rabí Sem Tob, natural de Carrión de los Condes. Actualmente se ofrecen estudios de Educación Secundaria Obligatoria (ESO) y Bachillerato, así como un ciclo de Formación Profesional de Grado Medio.[29]

La educación privada religiosa tuvo un gran peso en la localidad, pero con el paso de los años está fue decayendo hasta su desaparición total. El último que cerró fue el del Espíritu Santo, que duró hasta los primeros años del siglo XXI. Un colegio importante fue el de la Compañía de Jesús en el monasterio de San Zoilo.

## Cultura

### Patrimonio

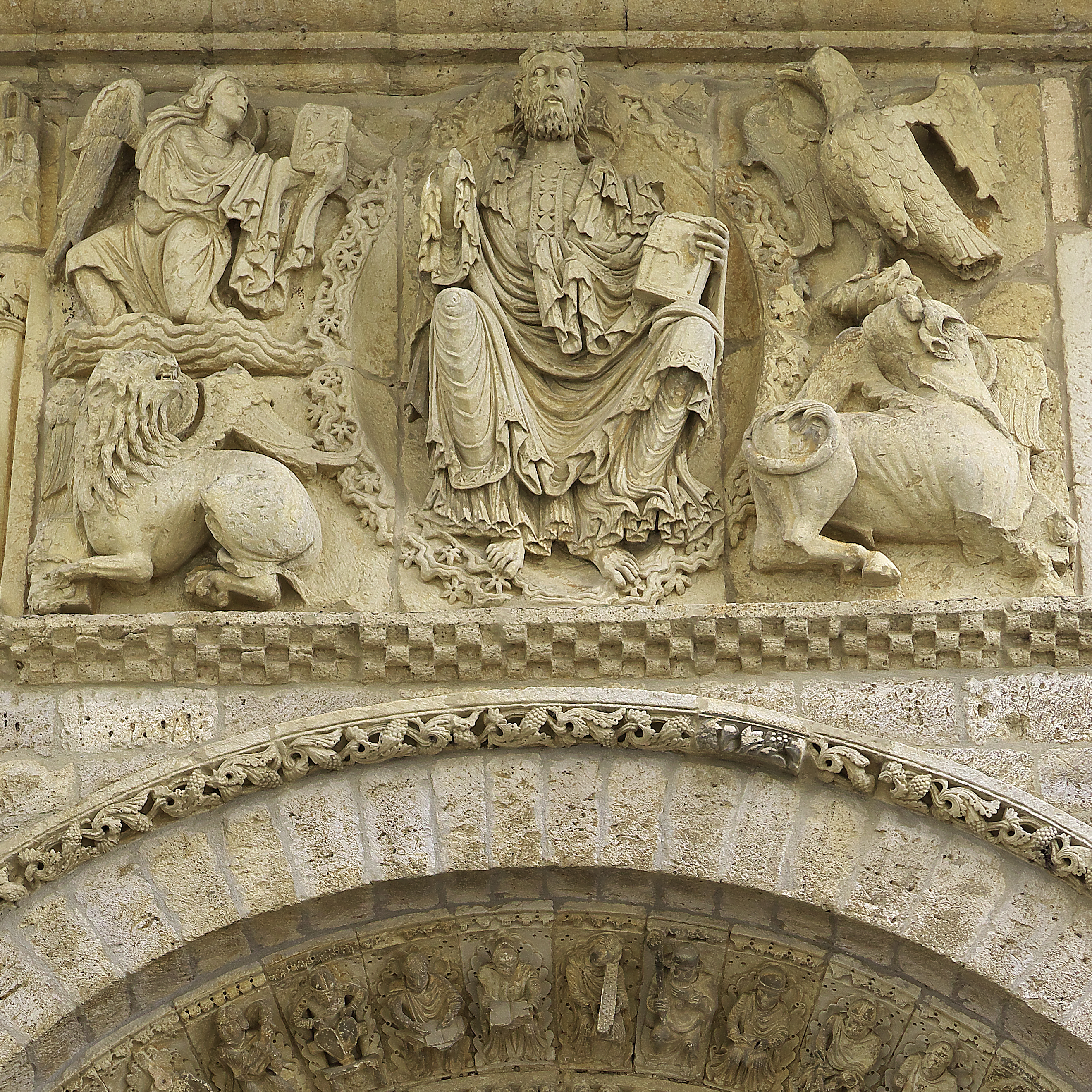
Iglesia de Santiago.

#### Patrimonio religioso
La población es conocida por sus monumentos románicos, entre los que destaca el Pantocrátor de la iglesia de Santiago, una de las obras cumbres de la escultura románica. Conserva tres monumentos declarados Bien de Interés Cultural (BIC), el monasterio de San Zoilo y las iglesias de Santa María y Santiago, así como varias partes de la muralla y varios escudos en fachadas de la localidad, todos ellos BIC de manera genérica.
- Iglesia de Santa María del Camino, románica del siglo XII (Bien de Interés Cultural)
- Iglesia de Santiago, románica del siglo XIII (Bien de Interés Cultural). Destaca su sobresaliente portada.
- Monasterio de Santa Clara, siglo XIII.
- Monasterio de San Zoilo (siglo XI-XVI), con un magnífico claustro plateresco. (Bien de Interés Cultural)
- Iglesia de Nuestra Señora de Belén (siglos XVI-XVII).
- Iglesia de San Andrés Apóstol.
- Iglesia de San Julián
- Dos tejidos medievales encontrados en unas arquetas funerarias en el monasterio de San Zoilo (Bien de Interés Cultural)

#### Patrimonio civil
En Carrión de los Condes también existen edificios civiles reseñables:
- Ayuntamiento
- Cerca medieval
- Casa de la Cultura
- Teatro Sarabia, inaugurado en 1927 y rehabilitado en 1994.[30]
- Casa-Museo La Casa Grande, caserón del siglo XIX, visitable, sede de la Fundación Lourdes Alonso
- Calzada de Piedra
- Palacio Gótico
- Museo de Arte contemporáneo
- Casa de los Girón (s. XVIII)

### Bibliotecas

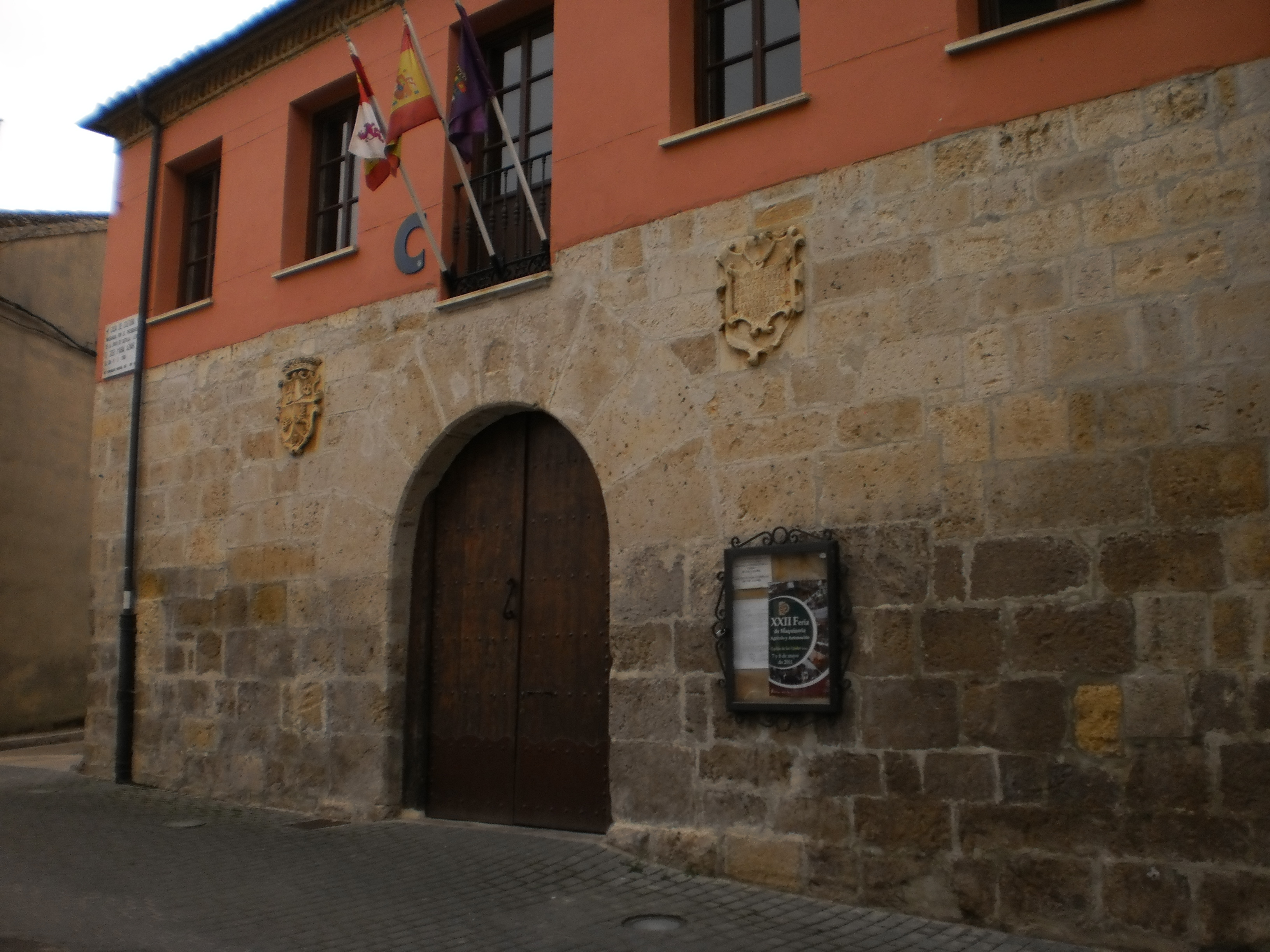
La Casa de la Cultura alberga la biblioteca municipal Miguel de Benavides, anteriormente Marqués de Santillana

El Ayuntamiento de Carrión de los Condes mantiene abierta una biblioteca pública situada en la Casa de la Cultura. Desde 2012 lleva el nombre de Fray Miguel de Benavides, arzobispo de Manila y fundador de la Universidad de Santo Tomás en esa misma ciudad de Filipinas. El fondo bibliográfico es de unos 10 000 libros y unos 800 DVD, CD y CD-ROM, así como 2 periódicos diarios y 8 revistas. Así mismo, cuenta con acceso wifi a Internet y con varios equipos informáticos. Está dentro de la Red de Bibliotecas de Castilla y León. Se da curiosa circunstancia de que el edificio había sido utilizado anteriormente como prisión municipal, conservando todavía las oficinas de la planta baja las puertas de madera excepcionalmente robustas, con ventanuco enrejado, de cuando dichas habitaciones, antes de ser despachos u oficinas, eran empleadas como calabozos.
La Asociación de Amigos del Camino de Santiago de Palencia abrió en el año 2000 en el monasterio de San Zoilo un Centro de Estudios y Documentación de la ruta jacobea con una biblioteca que actualmente cuenta con más de 6000 títulos y más de 30 000 reseñas periodísticas sobre el Camino de Santiago. También hay una biblioteca en el Colegio Marqués de Santillana y otra en el Instituto Sem Tob, orientadas al público escolar correspondiente.

### Teatro
El Teatro Municipal Sarabia es el principal centro cultural de la ciudad. Fue durante buena parte del siglo XX un teatro y cine privado, pero en 1987 fue comprado por el Ayuntamiento y en 1994 se reinauguró después de ser restaurado. Alberga regularmente actuaciones escénicas de la Red de Teatros de Castilla y León, así como otras que se organicen desde instituciones locales, como el Ayuntamiento o los centros escolares, asociaciones u otros colectivos o empresas. Durante el mes de noviembre tiene lugar el Certamen Nacional de Teatro Aficionado del Camino de Santiago, que reúne a compañías de todo el país desde los años 1990. El Teatro cuenta con un aforo de 430 personas, divididos en patio de butacas, dos plateas, dos palcos y un anfiteatro.

### Música
La localidad cuenta con varias agrupaciones musicales. Una de ellas es la Asociación Cultural Musical Santa María del Camino, fundada en 1992 y de la que forma parte la Banda de Música. La Coral Carrionesa es un grupo de voces amateur que funciona desde el año 1977. Ambas organizaciones tienen una gran presencia en la actividad cultural de Carrión de los Condes y han participado en encuentros fuera de la localidad, llegando la coral a actuar fuera de España y delante de unas cámaras de televisión. También existe una escolanía con el nombre de la patrona de la localidad, Nuestra Señora de Belén. En el año 2008 se conmemoró el centenario de la Rondalla Carrionesa, grupo que acabó siendo la banda municipal de música.

### Fiestas

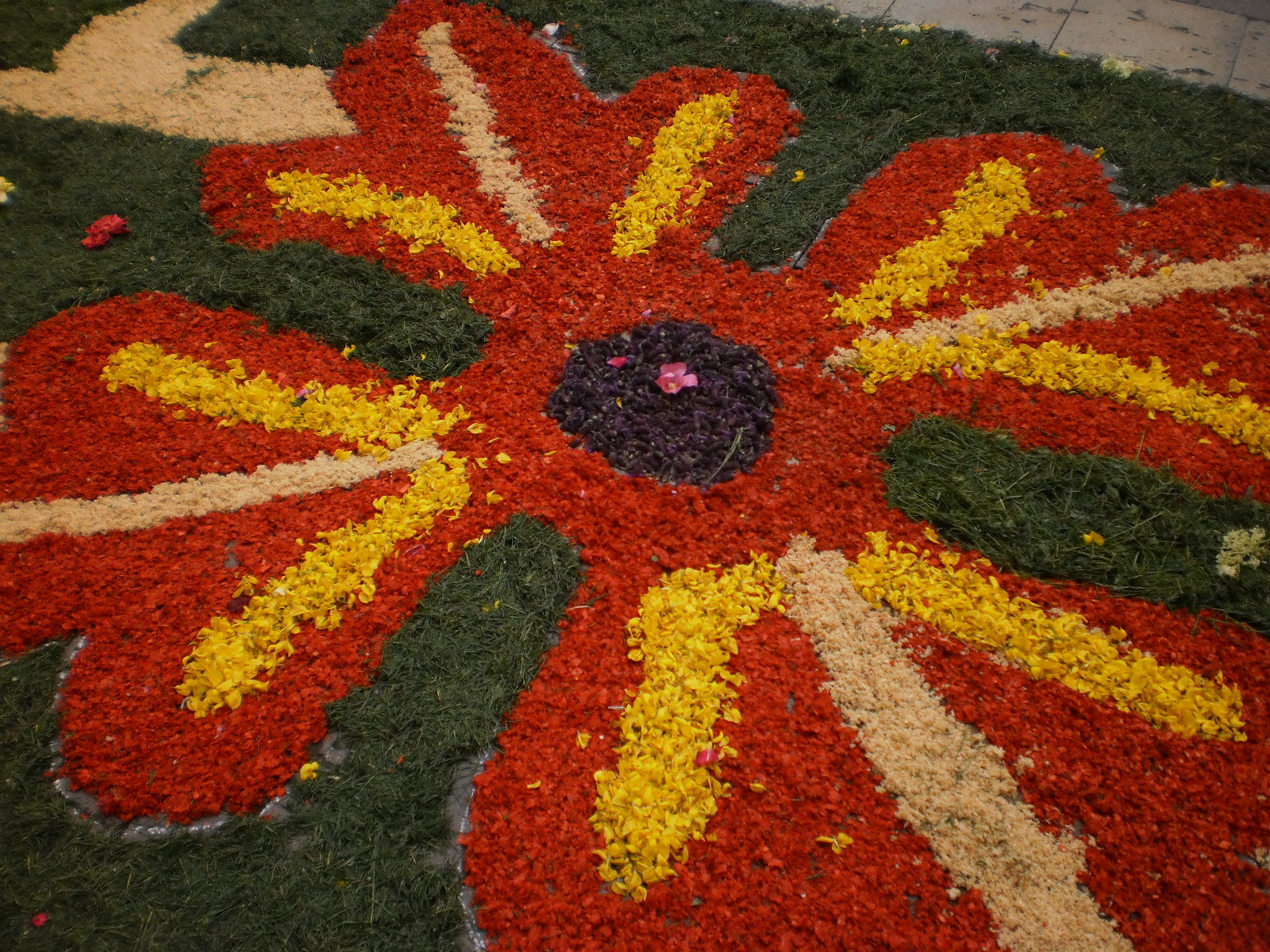
Detalle de una parte de la alfombra floral que cubría una de las calles de Carrión durante el Corpus Christi de 2012.

Las principales celebraciones festivas que se organizan en Carrión de los Condes están relacionadas con el mundo católico, como la fiesta del Corpus Christi, las fiestas patronales en honor de san Zoilo y Nuestra Señora de Belén y la Semana Santa.
Corpus Christi
Fiesta declarada de Interés Turístico Regional en el año 2008. La fecha es variable, ya que depende de los días en los que se celebre la Semana Santa, pero siempre se celebra el domingo posterior a Pentecostés. La principal atracción de esta fiesta son las alfombras realizadas con césped y flores que cubren las calles por las que pasa la procesión, a la que acuden los niños y niñas que han hecho la primera comunión semanas antes.
Fiestas Patronales en honor de san Zoilo
La festividad de San Zoilo, patrono de Carrión de los Condes, tiene lugar el 27 de junio, pero las fiestas mayores se trasladaron en los años 80 al mes de agosto. La fecha es variable, puesto que el día de San Zoilo es el lunes siguiente al penúltimo fin de semana de agosto. Tienen una duración oficial de cinco días, desde el viernes hasta el martes correspondiente, aunque en los últimos años se están añadiendo actividades el jueves previo a la celebración de las fiestas. El día grande es el lunes de San Zoilo, en el que los quintos de la localidad bailan al santo en una procesión singular. Asimismo, también se organizan otros actos para que los carrioneses se diviertan durante todo el día, como verbenas, actuaciones teatrales o juegos.
Nuestra Señora de Belén
Se celebra el tradicional «Voto de la Villa» por parte del alcalde y la procesión de la Virgen.
Semana Santa
Durante la semana en la que se recuerda la pasión y muerte de Jesucristo, al igual que en infinidad de localidades de España en Carrión de los Condes se organizan procesiones desde el Domingo de Ramos al Domingo de Resurrección. Además, en varios templos de la localidad se instalan unos pequeños monumentos y en los bares se ofrece limonada (al estilo leonés) con saladillas. Por último, el Lunes de Pascua se celebra la fiesta de Los Ángeles Somos, un evento en el que los monaguillos de Carrión recorren la ciudad bendiciendo las viviendas. Procesiones de Semana Santa en Carrión de los Condes:
Semana previa: procesión del Traslado
Domingo de Ramos: procesión de la Entrada Triunfal de Jesús en Jerusalén.
Lunes Santo: procesión del Santo Cristo del Amparo
Martes Santo: procesión del Ecce Homo
Miércoles Santo: Vía Crucis Penitencial
Jueves Santo: procesión de la Oración en el Huerto
Viernes Santo: procesión del Santo Entierro y Soledad de María
Domingo de Resurrección: procesión del Encuentro
La principal organizadora de los eventos de la Semana Santa es la Cofradía de la Santa Vera Cruz, que tiene su sede en la Ermita de la Cruz. Allí guarda los pasos procesionales que desfilan durante los días de la pasión y muerte de Jesucristo.
Además también existe alguna fiesta religiosa más, como la romería de San Juan de Cestillos (24 de junio) o la festividad de San Blas (3 de febrero). Por su parte, los vecinos que cumplen 18 años celebran la fiesta de los Quintos en marzo, aunque ya no haya que cumplir el Servicio Militar.

### Parques y jardines
Las principales zonas verdes de Carrión, al igual que la mayor parte de las instalaciones destinadas a la práctica del deporte, están situadas junto al río Carrión. Estas son:
- Parque de El Plantío: el gran espacio de ocio al aire libre de la localidad. Se sitúa en margen izquierda del río, muy cerca de la Plaza Mayor. Está compuesto por amplios jardines que rodean dos grandes paseos, un espacio con columpios y una amplia zona con mesas protegidas del sol por árboles.
- Zona de la Calzada de Piedra: lugar situado al lado del Puente Mayor con sombra, mesas y jardines. El protagonista de este lugar es la Calzada de Piedra, una vieja barbacana que protegía al cercano Monasterio de San Zoilo de las avenidas del río.

### Deportes

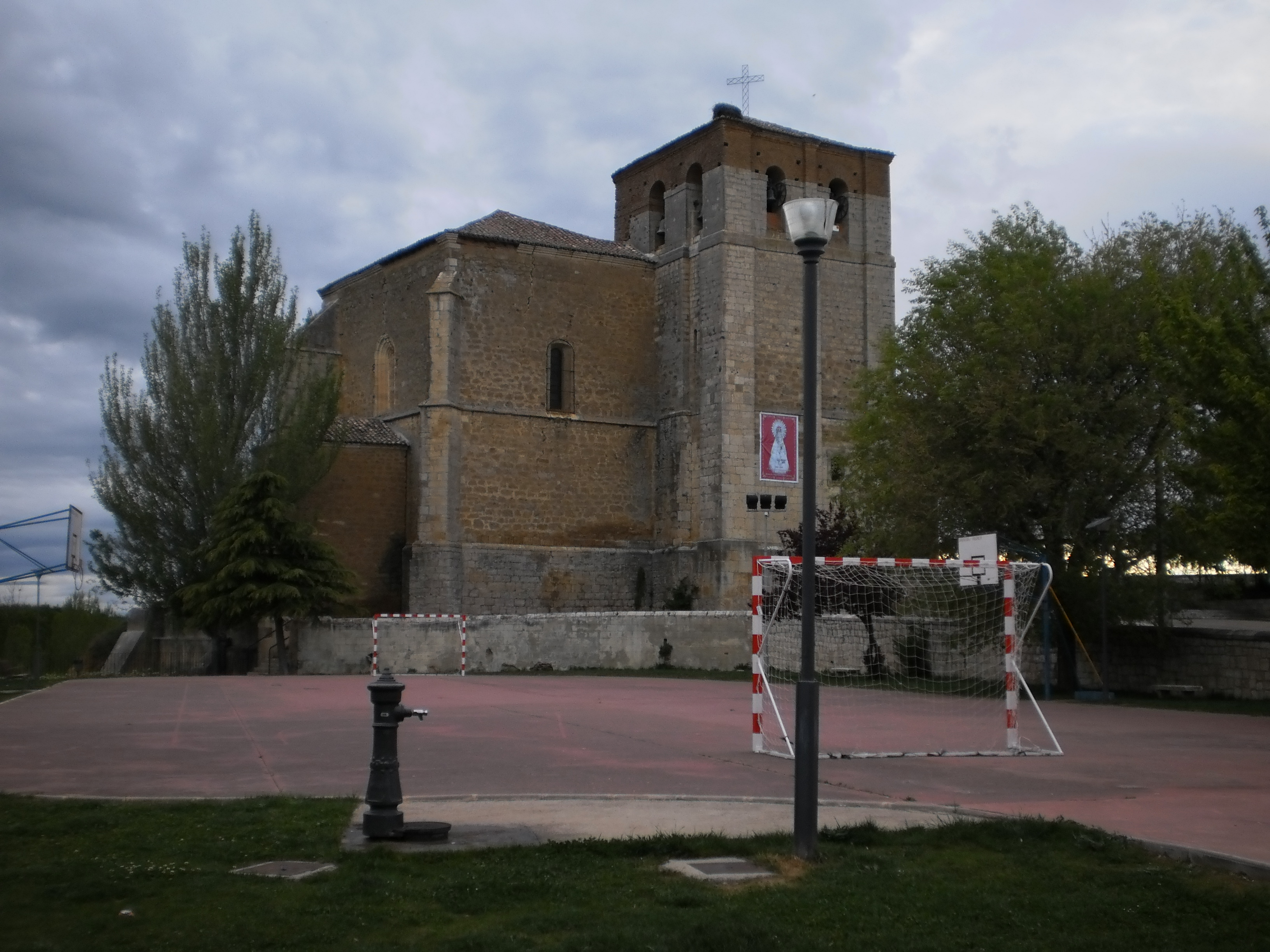
Pista polideportiva La Campa y al fondo, la ermita de Belén

Las instalaciones deportivas municipales de Carrión de los Condes están concentradas casi en su totalidad en la orilla del río, en la margen derecha, la misma en la que se construyó el monasterio de San Zoilo. Los vehículos pueden acceden desde el barrio situado al lado del monasterio hasta un pequeño aparcamiento situado junto a uno de los accesos de la zona deportiva. No obstante, existe un acceso peatonal que une mediante una pasarela sobre el río Carrión el parque del Plantío, el gran recinto verde de la localidad, y el centro de Carrión con estas instalaciones:
- Campos de fútbol de El Plantío: existen dos instalaciones para la práctica del fútbol, uno solo para fútbol-7 con dimensiones reducidas y uno para fútbol-11 en el que también se pueden jugar partidos de fútbol-7.
- Polideportivo cubierto: pabellón apto para la práctica de, entre otros deportes, fútbol-sala, baloncesto, balonmano o frontenis, puesto que cuenta con porterías, canastas y un frontón.
- Cancha descubierta apta para la práctica de, entre otros deportes, fútbol-sala, baloncesto o balonmano.
- Pistas de pádel. Hay dos pistas para la práctica del pádel.
- Pista de tenis. Existe una cancha vallada.
- Piscinas. Se construyeron dos, una pequeña y otra grande, y se abren en época estival. Junto a ellas hay un bar y una zona de esparcimiento abiertos en las mismas fechas.

Otras instalaciones deportivas municipales de Carrión de los Condes son:
- "La Campa". Pista polideportiva situada en junto a la ermita de Belén. Actualmente cuenta con unas canastas y unas porterías, así como una pequeña zona con columpios.
- Bolera, zona para ejercicio físico y zona para el ejercicio de la tercera edad. Instalaciones colocadas en la orilla izquierda del río Carrión, en el parque del Plantío.[43]

## Hermanamientos
La ciudad está hermanada con:
- El pueblo de Filipinas (desde 1 de julio de 2007)
- Carrión de los Céspedes (España)
- Carrión de Calatrava (España)